# The Resistance Tour
The Resistance Tour — міжнародний гастрольний тур англійської альтернативної рок-групи Muse на підтримку їх п'ятого студійного альбому The Resistance.
Вступний європейський етап розпочався 22 жовтня 2009 і закінчився 4 грудня 2009, включивши 30 шоу.
Другий етап, який почався 7 січня 2010 року, включав також 30 шоу, 7 з яких були частиною Австралійського «Big Day Out» шоу.
Північноамериканський етап мав 26 шоу і відбувся на початку 2010 року.

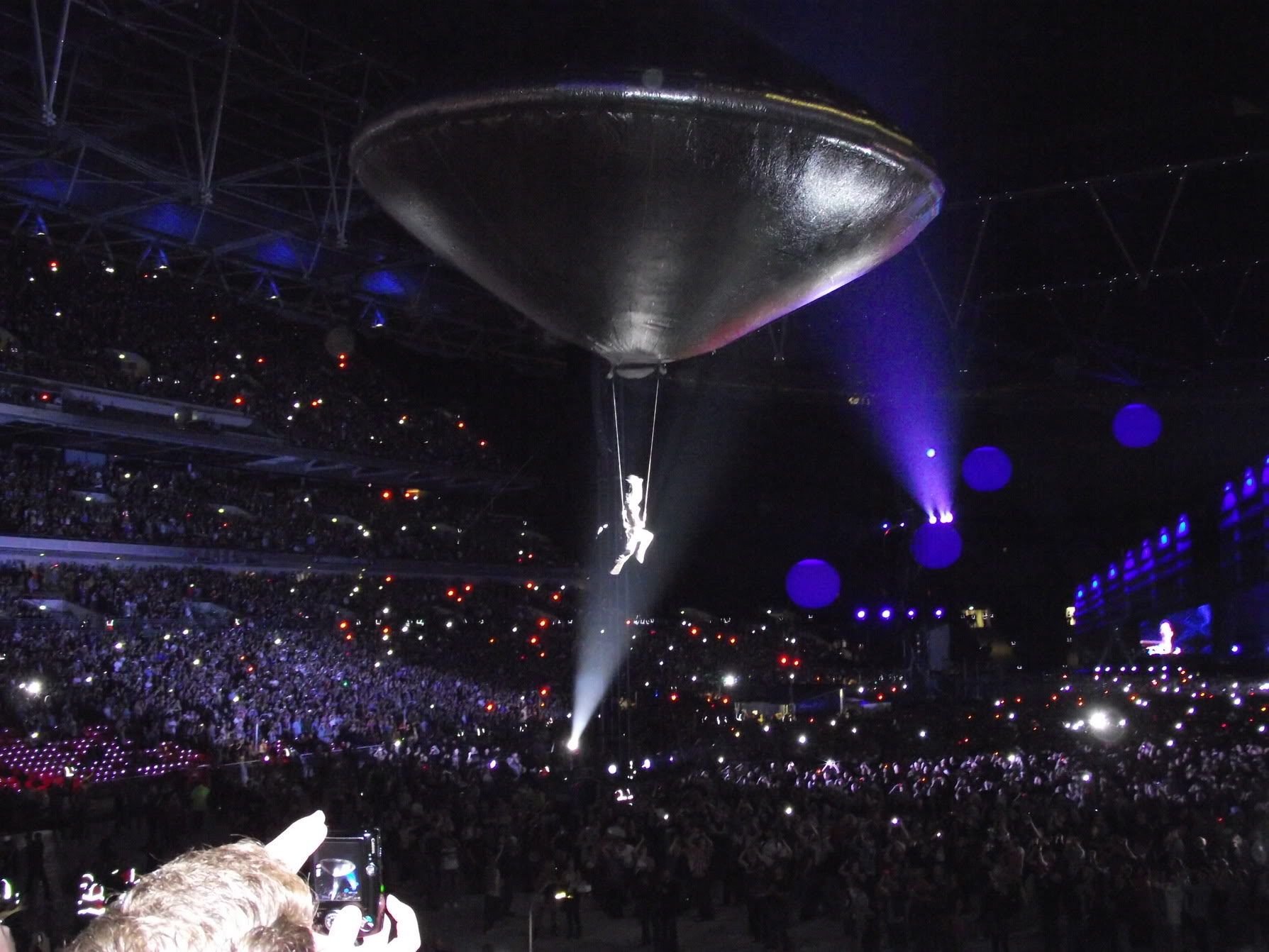
Muse виконують «Exogenesis: Symphony Part 1 (Overture)» на стадіоні Вемблі у Лондоні.

Шоу дев'яти стадіонів відбулося у Європі в 2010 році, у тому числі три з них були на стадіоні Вемблі і «Old Trafford Cricket Ground».
Другий раунд північноамериканських концертів відбувся протягом вересня і жовтня 2010 року. Ці дати були зосереджені на вторинних ринках і в інших областях, де раніше не було турів.
Повернення до Австралії відбулося протягом грудня 2010 року і Muse підтвердили дати туру як відкривачі для U2 360° Tour в Південній Америці навесні 2011 року, а також грали далі на європейських шоу влітку 2011 року.
Наприкінці 2010 року, тур потрапив на 13 сходинку щорічного світового рейтингу Pollstar «Year End Top 50 Worldwide Concert Tours», заробивши більш ніж $ 76 млн з 64 шоу в 2010 році.

## Дизайн та макет сцени
В інтерв'ю журналу NME, група розказала, що матимуть декілька макетів сцен. Деякі з них передбачають, що сцена знаходитиметься в центрі арени з аудиторією навколо, технікою, що перше була використана рок-гуртом Yes в 1978.
22 липня 2009 на сторінці у Twitter Muse повідомили фанам, що вони «працюють над дизайном сцени» та слід очікувати «8 -дюймовий Стоунхендж».
В вересні 2009, BBC процитували ударника Домініка Говарда про те, що учасники гурту будуть знаходитися «на трьох колонах, що рухатимуться вверх та вниз», додаючи, що буде розповідь про те, як вони потрапили в пастку в якийсь інституції, і намагатимуться вирватися з неї, що «буде виглядати вражаюче». Музичний вебсайт Drowned in Sound також розмовляв з Говардом і опублікував наступні цитати щодо сцени:
|  | Там буде добре використання відео.Ми будемо знаходитись на великих LED-конструкціях, тому ми всі будемо рухатися вгору і вниз на різних рівнях і грати досить високо в повітрі, що є тим, що ми ніколи не робили. Ми будемо на цих плаваючих кубиках відео *маніакально сміється*. Індивідуальні куби, все пересуватиметься навкруги. Вони схожі на масивні вежі, і їх три з великою кількістю відео.[...] Я думаю, ми зробимо кілька шоу, де шанувальники будуть навколо нас. Не в середині залу, але ми створили сцену таким чином, щоб натовп міг встати навколо нас. Кожен буде мати чудове поле зору і подивитися все шоу, навіть якщо сидітиме позаду нас, а не тільки потилиці. Там буде багато того, що обертається навколо і всяке таке. [...] Більшість наших ідей знищується з міркувань здоров'я і безпеки, і це починається набагато амбіційніше, ніж закінчується, але ми завжди намагаємося проштовхнути його до меж законів. Оригінальний текст (англ.) There's going to be some good video usage. We're going to be on some big moving LED structures, so we're all going to be moving up and down at different levels and actually playing quite high up in the air, which is something we've never done. We're going to be on these floating cubes of video *laughs maniacally*. Individual cubes, all like moving around. They're like massive towers and there's three of them with lots of video. [...] I think we're going to be doing a few shows where we're going to have fans all around us. Not in the middle of the room but we've designed the stage in a way so that the crowd can fit all around us. Everyone's going to have a great view and get the whole show, even if you're sitting behind us, not just the back of our heads. There's going to be lots of spinning around and stuff like that. [...] Most of our ideas get shot down by health and safety and it starts out much more ambitious than it ends up being but we're always trying to push it to the limits of the laws. |

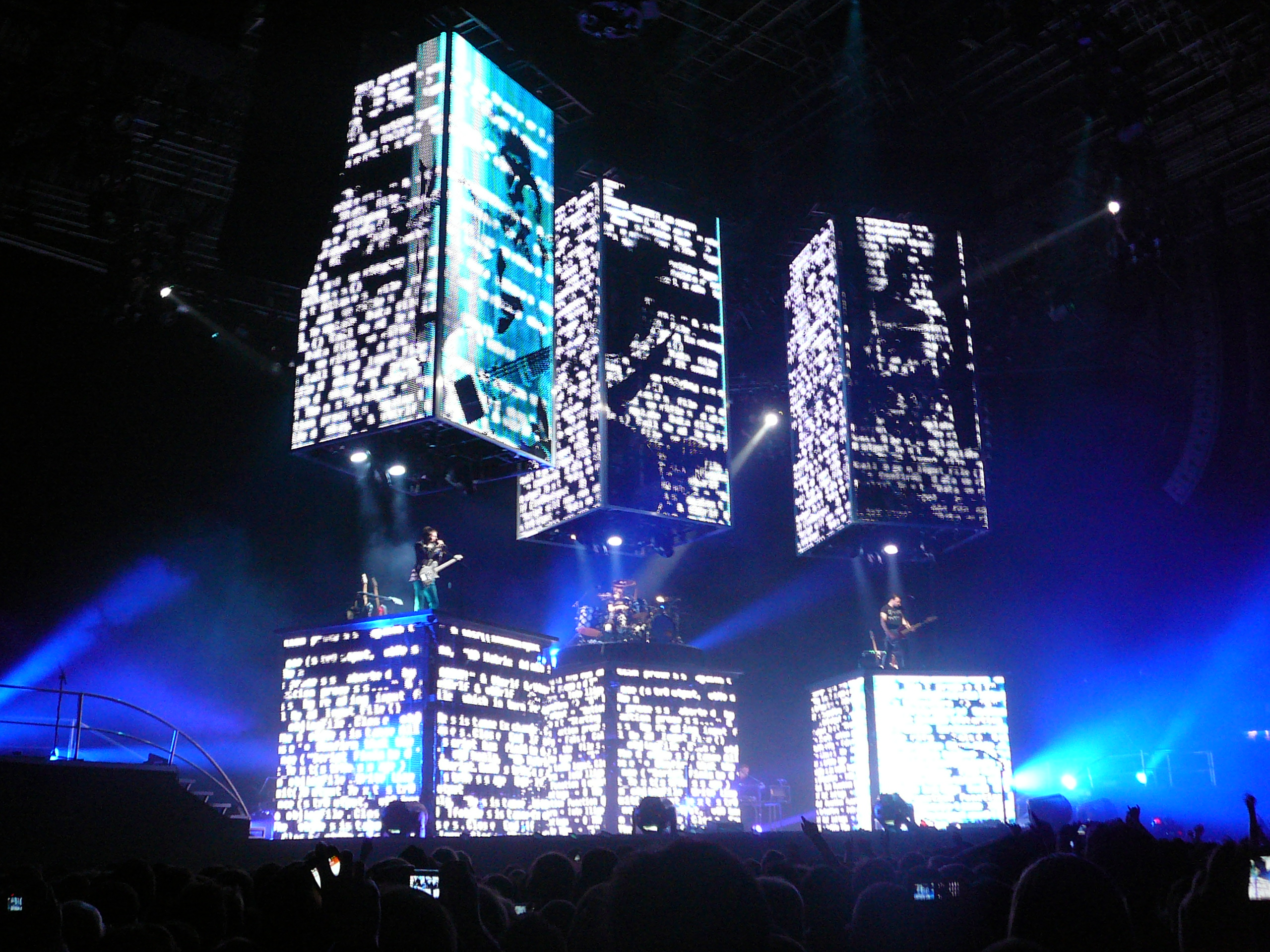
Muse під час Resistance в Бірмінгемі.
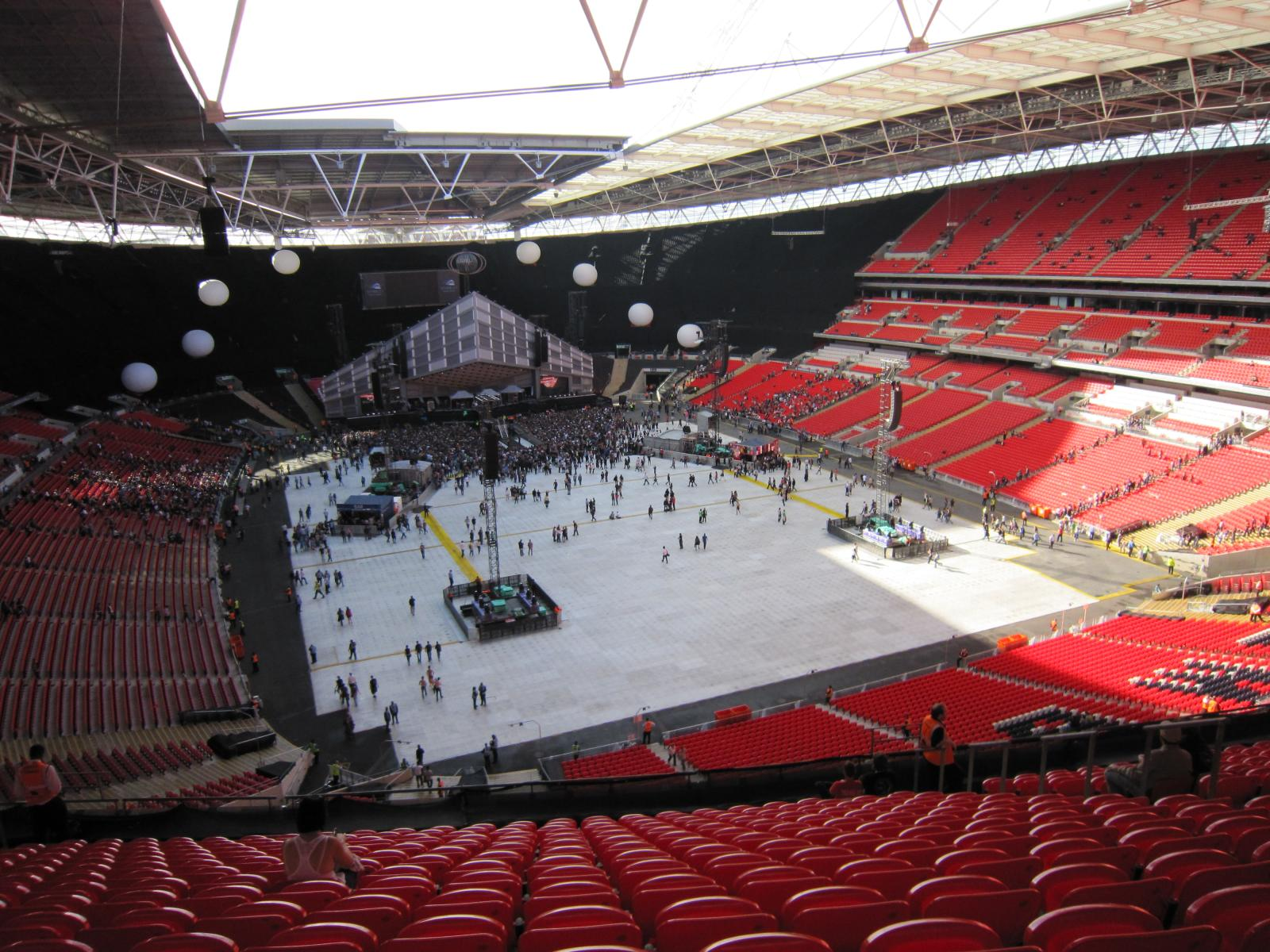
Збірка трикутної сцени на стадіоні Вемблі.
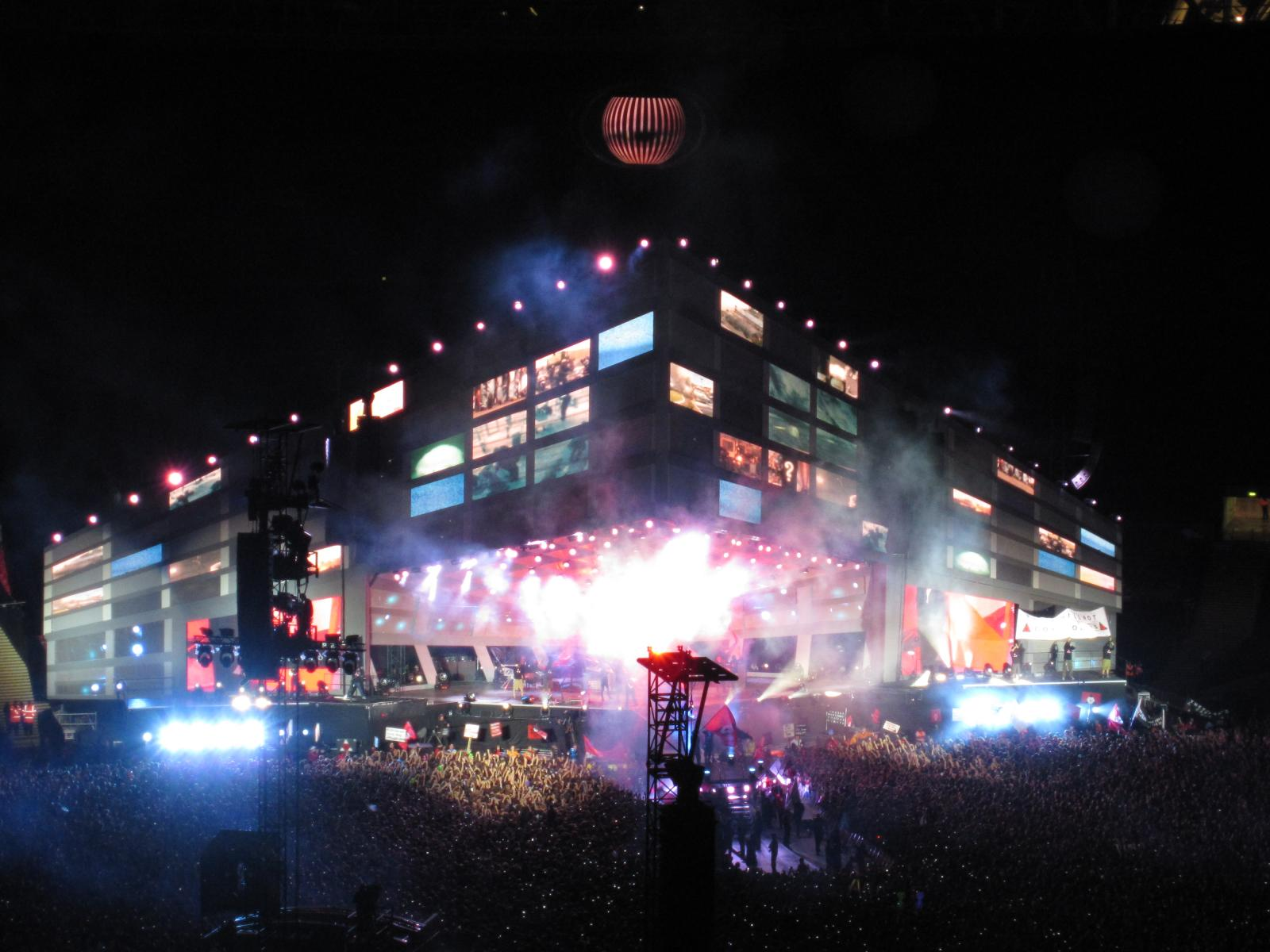
Виступ Muse стадіоні Вемблі цій сцені.
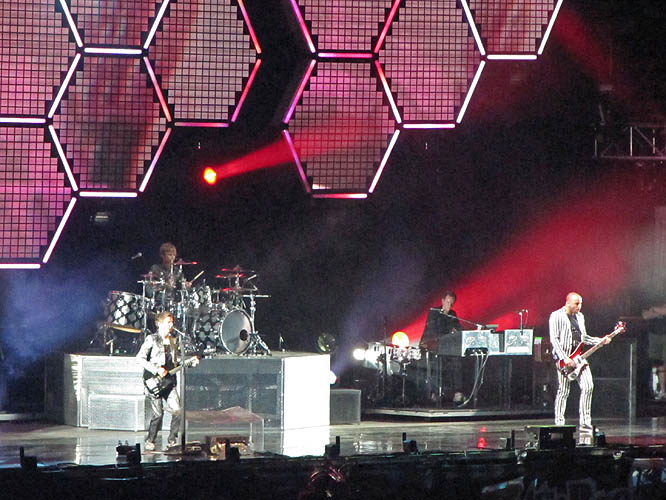
Сцена у формі бджолиних стільників на концерті в Auditorio Monte do Gozo[en], Галісія, Іспанія.

## Дати туру
| Дата                                       | Місто                                 | Країна                                | Місце проведення                            | Розігрів                                        | S                                     |
| Перший етап: Європа I & США фестивалі      | Перший етап: Європа I & США фестивалі | Перший етап: Європа I & США фестивалі | Перший етап: Європа I & США фестивалі       | Перший етап: Європа I & США фестивалі           | Перший етап: Європа I & США фестивалі |
| Європа                                     | Європа                                | Європа                                | Європа                                      | Європа                                          | Європа                                |
| ------------------------------------------ | ------------------------------------- | ------------------------------------- | ------------------------------------------- | ----------------------------------------------- | ------------------------------------- |
| 22 жовтня 2009                             | Гельсінкі                             | Фінляндія                             | Hartwall Arena                              | Не було                                         | 1                                     |
| 24 жовтня 2009                             | Стокгольм                             | Швеція                                | Hovet                                       | The Horrors                                     | 2                                     |
| 25 жовтня 2009                             | Осло                                  | Норвегія                              | Oslo Spektrum                               | The Horrors                                     | 3                                     |
| 26 жовтня 2009                             | Копенгаген                            | Данія                                 | Паркен                                      | The Horrors                                     | 4                                     |
| 28 жовтня 2009                             | Гамбург                               | Німеччина                             | Color Line Arena                            | The Horrors                                     | 4                                     |
| 29 жовтня 2009                             | Берлін                                | Німеччина                             | O2 World                                    | The Horrors                                     | 3                                     |
| 31 жовтня 2009                             | Льєвен                                | Франція                               | Stade Couvert Régional                      | The Horrors                                     | 4                                     |
| 1 листопада 2009                           | Амневіль                              | Франція                               | Galaxie Amnéville                           | The Horrors                                     | 5                                     |
| 2 листопада 2009                           | Антверпен                             | Бельгія                               | Sportpaleis                                 | The Horrors                                     | 6                                     |
| 4 листопада 2009                           | Sheffield                             | Англія                                | Sheffield Arena                             | The Big Pink                                    | 6                                     |
| 5 листопада 2009                           | Ліверпуль                             | Англія                                | Echo Arena Liverpool                        | The Big Pink                                    | 5                                     |
| 6 листопада 2009                           | Дублін                                | Ірландія                              | The O2                                      | Не було                                         | 6                                     |
| 9 листопада 2009                           | Глазго                                | Шотландія                             | SECC                                        | The Big Pink                                    | 7                                     |
| 10 листопада 2009                          | Бірмінгем                             | Англія                                | National Indoor Arena                       | The Big Pink                                    | 8                                     |
| 12 листопада 2009                          | Лондон                                | Англія                                | О2 Арена                                    | The Big Pink                                    | 9                                     |
| 13 листопада 2009                          | Лондон                                | Англія                                | О2 Арена                                    | The Big Pink                                    | 10                                    |
| 14 листопада 2009                          | Роттердам                             | Нідерланди                            | Ahoy Rotterdam                              | Biffy Clyro                                     | 11                                    |
| 16 листопада 2009                          | Кельн                                 | Німеччина                             | Lanxess Arena                               | Biffy Clyro                                     | 11                                    |
| 17 листопада 2009                          | Париж                                 | Франція                               | Palais Omnisports de Paris-Bercy            | Biffy Clyro                                     | 10                                    |
| 18 листопада 2009                          | Цюрих                                 | Швейцарія                             | Hallenstadion                               | Biffy Clyro                                     | 11                                    |
| 20 листопада 2009                          | Мюнхен                                | Німеччина                             | Olympiahalle                                | Biffy Clyro                                     | 11                                    |
| 21 листопада 2009                          | Болонья                               | Італія                                | Futurshow Station                           | Biffy Clyro                                     | 10                                    |
| 22 листопада 2009                          | Ліон                                  | Франція                               | Halle Tony Garnier                          | Biffy Clyro                                     | 11                                    |
| 24 листопада 2009                          | Барселона                             | Іспанія                               | Palau Sant Jordi                            | Biffy Clyro                                     | 12                                    |
| 25 листопада 2009                          | Тулуза                                | Франція                               | Le Zénith                                   | Biffy Clyro                                     | 13                                    |
| 28 листопада 2009                          | Мадрид                                | Іспанія                               | Palacio de Deportes                         | Biffy Clyro                                     | 12                                    |
| 29 листопада 2009                          | Лісабон                               | Португалія                            | Pavilhão Atlântico                          | Biffy Clyro                                     | 11                                    |
| 1 грудня 2009                              | Лімож                                 | Франція                               | Le Zénith                                   | Biffy Clyro                                     | 14                                    |
| 2 грудня 2009                              | Dijon                                 | Франція                               | Le Zénith                                   | Biffy Clyro                                     | 15                                    |
| 4 грудня 2009                              | Турин                                 | Італія                                | Torino Palasport Olimpico                   | Biffy Clyro                                     | 16                                    |
| Святкові фестивалі США                     |                                       |                                       |                                             |                                                 |                                       |
| 11 грудня 2009                             | Окленд                                | США                                   | Oracle Arena                                | Різні                                           | 17                                    |
| 12 грудня 2009                             | Лас Вегас                             | США                                   | The Joint                                   | Різні                                           | 18                                    |
| 13 грудня 2009                             | Лас Вегас                             | США                                   | Gibson Amphitheatre                         | Різні                                           | 19                                    |
| 15 грудня 2009                             | Сієтл                                 | США                                   | WaMu Theater                                | Різні                                           | 20                                    |
| Другий етап: Азія/Австралія                |                                       |                                       |                                             |                                                 |                                       |
| Східна Азія                                |                                       |                                       |                                             |                                                 |                                       |
| 7 січня 2010                               | Сеул                                  | Південна Корея                        | Olympic Park                                | Не було                                         | 21                                    |
| 9 січня 2010                               | Осака                                 | Японія                                | Osaka-jō Hall                               | Не було                                         | 22                                    |
| 11 січня 2010                              | Наґоя                                 | Японія                                | Aichi Prefectural Gymnasium                 | Не було                                         | 23                                    |
| 12 січня 2010                              | Токіо                                 | Японія                                | Nippon Budokan                              | Не було                                         | 24                                    |
| Австралія                                  |                                       |                                       |                                             |                                                 |                                       |
| 15 січня 2010                              | Окленд                                | Нова Зеландія                         | Big Day Out                                 | Різні                                           | 25                                    |
| 17 січня 2010                              | Gold Coast                            | Австралія                             | Big Day Out                                 | Різні                                           | 26                                    |
| 22 січня 2010                              | Сідней                                | Австралія                             | Big Day Out                                 | Різні                                           | 27                                    |
| 23 січня 2010                              | Сідней                                | Австралія                             | Big Day Out                                 | Різні                                           | 28                                    |
| 26 січня 2010                              | Мельбурн                              | Австралія                             | Big Day Out                                 | Різні                                           | 29                                    |
| 29 січня 2010                              | Аделаїда                              | Австралія                             | Big Day Out                                 | Різні                                           | 30                                    |
| 31 січня 2010                              | Перт                                  | Австралія                             | Big Day Out                                 | Різні                                           | 31                                    |
| 3 лютого 2010                              | Сінгапур                              | Сінгапур                              | Сінгапур Indoor Stadium                     | Saosin, Rise Against                            | 32                                    |
| 6 лютого 2010                              | Гон Конг                              | Гон Конг                              | AsiaWorld–Expo                              | Не було                                         | 33                                    |
| Третій етап: Північна АмерикаІ             |                                       |                                       |                                             |                                                 |                                       |
| 27 лютого 2010                             | Дулут                                 | США                                   | Arena at Gwinnett Center                    | Silversun Pickups                               | 34                                    |
| 1 березня 2010                             | Ферфакс                               | США                                   | Patriot Center                              | Silversun Pickups                               | 35                                    |
| 2 березня 2010                             | Філадельфія                           | США                                   | Wachovia Center                             | Silversun Pickups                               | 35                                    |
| 3 березня 2010                             | Балтимор                              | США                                   | 1st Mariner Arena                           | Silversun Pickups                               | 36                                    |
| 5 березня 2010                             | Нью-Йорк                              | США                                   | Madison Square Garden                       | Silversun Pickups                               | 37                                    |
| 6 березня 2010                             | Бостон                                | США                                   | TD Garden                                   | Silversun Pickups                               | 35                                    |
| 8 березня 2010                             | Торонто                               | Канада                                | Air Canada Centre                           | Silversun Pickups                               | 35                                    |
| 10 березня 2010                            | Монреаль                              | Канада                                | Bell Centre                                 | Silversun Pickups                               | 35                                    |
| 12 березня 2010                            | Чикаго                                | США                                   | United Center                               | Silversun Pickups                               | 38                                    |
| 13 березня 2010                            | Оберн-Гіллс                           | США                                   | The Palace of Auburn Hills                  | Silversun Pickups                               | 39                                    |
| 15 березня 2010                            | Нашвілл                               | США                                   | Bridgestone Arena                           | Silversun Pickups                               | 39                                    |
| 17 березня 2010                            | Форт-Верт                             | США                                   | Fort Worth Convention Center                | Silversun Pickups                               | 39                                    |
| 18 березня 2010                            | Х'юстон                               | США                                   | Toyota Center                               | Silversun Pickups                               | 38                                    |
| 19 березня 2010                            | Остін                                 | США                                   | Stubb's (South by Southwest)                | Metric                                          | 40                                    |
| 29 березня 2010                            | Едмонтон                              | Канада                                | Rexall Place                                | Silversun Pickups                               | 41                                    |
| 30 березня 2010                            | Калгарі                               | Канада                                | Pengrowth Saddledome                        | Silversun Pickups                               | 42                                    |
| 1 квітня 2010                              | Ванкувер                              | Канада                                | Pacific Coliseum                            | Silversun Pickups                               | 43                                    |
| 2 квітня 2010                              | Сієтл                                 | США                                   | KeyArena                                    | Silversun Pickups                               | 44                                    |
| 3 квітня 2010                              | Портленд                              | США                                   | Rose Garden                                 | Silversun Pickups                               | 45                                    |
| 5 квітня 2010                              | Вест-Веллі-Сіті                       | США                                   | E Center                                    | Silversun Pickups                               | 43                                    |
| 9 квітня 2010                              | Фінікс                                | США                                   | US Airways Center                           | Silversun Pickups                               | 45                                    |
| 10 квітня 2010                             | Лас Вегас                             | США                                   | Mandalay Bay Events Center                  | Silversun Pickups                               | 43                                    |
| 11 квітня 2010                             | Тусон                                 | США                                   | KFMA Day                                    | Різні                                           | 46                                    |
| 14 квітня 2010                             | Окленд                                | США                                   | Oracle Arena                                | Silversun Pickups                               | 47                                    |
| 17 квітня 2010                             | Індіо                                 | США                                   | Coachella Valley Music and Arts Festival    | Різні                                           | 48                                    |
| 20 квітня 2010                             | Мехіко                                | Мексика                               | Foro Sol                                    | Rey Pila                                        | 47                                    |
| Четвертий етап: фестивалі & стадіони       |                                       |                                       |                                             |                                                 |                                       |
| Європа II                                  |                                       |                                       |                                             |                                                 |                                       |
| 25 травня 2010                             | Париж                                 | Франція                               | Casino de Paris                             | Не було                                         | 49                                    |
| 27 травня 2010                             | Лісабон                               | Португалія                            | Rock in Rio                                 | Різні                                           | 50                                    |
| 2 червня 2010                              | Берн                                  | Швейцарія                             | Stade de Suisse                             | Editors, The Big Pink                           | 51                                    |
| 5 червня 2010                              | Нюрбург                               | Німеччина                             | Rock am Ring                                | Різні                                           | 52                                    |
| 6 червня 2010                              | Нюрнберг                              | Німеччина                             | Rock im Park                                | Різні                                           | 53                                    |
| 8 червня 2010                              | Мілан                                 | Італія                                | San Siro                                    | Kasabian, Friendly Fires, Calibro 35            | 54                                    |
| 11 червня 2010                             | Париж                                 | Франція                               | Stade de France                             | Editors, The Big Pink, I Am Arrows              | 55                                    |
| 12 червня 2010                             | Париж                                 | Франція                               | Stade de France                             | Kasabian, White Lies, DeVotchKa                 | 56                                    |
| 16 червня 2010                             | Мадрид                                | Іспанія                               | Vicente Calderón Stadium                    | Editors, The Big Pink                           | 57                                    |
| 19 червня 2010                             | Nijmegen                              | Нідерланди                            | Goffertpark                                 | Editors, Ghinzu                                 | 58                                    |
| 26 червня 2010                             | Pilton                                | Англія                                | Glastonbury Festival                        | Різні                                           | 59                                    |
| 29 червня 2010                             | Arendal                               | Норвегія                              | Hove Festival                               | Різні                                           | 60                                    |
| 1 липня 2010                               | Werchter                              | Бельгія                               | Rock Werchter                               | Різні                                           | 61                                    |
| 3 липня 2010                               | Roskilde                              | Данія                                 | Roskilde Festival                           | Різні                                           | 62                                    |
| 5 липня 2010                               | Hradec Králové                        | Чехія                                 | Rock for People                             | Різні                                           | 63                                    |
| 9 липня 2010                               | Kinross                               | Шотландія                             | T in the Park                               | Різні                                           | 64                                    |
| 10 липня 2010                              | Naas                                  | Ірландія                              | Oxegen                                      | Різні                                           | 65                                    |
| 15 липня 2010                              | Carhaix-Plouguer                      | Франція                               | Vieilles Charrues Festival                  | Різні                                           | 66                                    |
| 17 липня 2010                              | Salacgrīva                            | Латвія                                | Positivus Festival                          | Різні                                           | 67                                    |
| 19 липня 2010                              | Гельсінкі                             | Фінляндія                             | Kaisaniemi Park                             | White Lies, Manna                               | 68                                    |
| 23 липня 2010                              | Bergen                                | Норвегія                              | Koengen                                     | White Lies, Magnet                              | 68                                    |
| Азія II                                    |                                       |                                       |                                             |                                                 |                                       |
| 30 липня 2010                              | Niigata                               | Японія                                | Fuji Rock Festival                          | Різні                                           | 69                                    |
| 1 серпня 2010                              | Icheon                                | Південна Корея                        | Jisan Valley Rock Festival                  | Різні                                           | 70                                    |
| Європа III                                 |                                       |                                       |                                             |                                                 |                                       |
| 15 серпня 2010                             | Будапешт                              | Угорщина                              | Sziget Festival                             | Різні                                           | 71                                    |
| 19 серпня 2010                             | Sankt Pölten                          | Австрія                               | Frequency Festival                          | Різні                                           | 72                                    |
| 21 серпня 2010                             | Краків                                | Польща                                | Coke Live Music Festival                    | Різні                                           | 73                                    |
| 27 серпня 2010                             | Santiago de Compostela                | Іспанія                               | Festival Xacobeo                            | Різні                                           | 74                                    |
| 4 вересня 2010                             | Манчестер                             | Англія                                | Old Trafford Cricket Ground                 | Editors, Band of Skulls, Pulled Apart by Horses | 75                                    |
| 10 вересня 2010                            | Лондон                                | Англія                                | Wembley Stadium                             | Lily Allen, The Big Pink, White Rabbits         | 76                                    |
| 11 вересня 2010                            | Лондон                                | Англія                                | Wembley Stadium                             | Biffy Clyro, White Lies, I Am Arrows            | 77                                    |
| П'ятий етап: Північна Америка II           |                                       |                                       |                                             |                                                 |                                       |
| 22 вересня 2010                            | Сан-Дієго                             | США                                   | Viejas Arena                                | Passion Pit                                     | 78                                    |
| 23 вересня 2010                            | Anaheim                               | США                                   | Honda Center                                | Passion Pit                                     | 79                                    |
| 25 вересня 2010                            | Лос-Анжелес                           | США                                   | Staples Center                              | Passion Pit                                     | 80                                    |
| 26 вересня 2010                            | Лос-Анжелес                           | США                                   | Staples Center                              | Passion Pit                                     | 81                                    |
| 28 вересня 2010                            | Сакраменто                            | США                                   | ARCO Arena                                  | Passion Pit                                     | 82                                    |
| 1 жовтня 2010                              | Rio Rancho                            | США                                   | Santa Ana Star Center                       | Passion Pit                                     | 82                                    |
| 2 жовтня 2010                              | Денвер                                | США                                   | Pepsi Center                                | Passion Pit                                     | 83                                    |
| 5 жовтня 2010                              | Міннеаполіс                           | США                                   | Target Center                               | Passion Pit                                     | 84                                    |
| 6 жовтня 2010                              | Мілвокі                               | США                                   | Bradley Center                              | Passion Pit                                     | 85                                    |
| 8 жовтня 2010                              | Оклахома                              | США                                   | Ford Center                                 | Passion Pit                                     | 86                                    |
| 9 жовтня 2010                              | Остін                                 | США                                   | Остін City Limits Music Festival            | Різні                                           | 87                                    |
| 11 жовтня 2010                             | Цинциннаті                            | США                                   | U.S. Bank Arena                             | Metric                                          | 88                                    |
| 12 жовтня 2010                             | Columbus                              | США                                   | Value City Arena                            | Metric                                          | 89                                    |
| 21 жовтня 2010                             | Квебек                                | Канада                                | Colisée Pepsi                               | Metric                                          | 90                                    |
| 23 жовтня 2010                             | Uniondale                             | США                                   | Nassau Coliseum                             | Metric                                          | 90                                    |
| 24 жовтня 2010                             | Newark                                | США                                   | Prudential Center                           | Metric                                          | 91                                    |
| 26 жовтня 2010                             | Ралі                                  | США                                   | RBC Center                                  | Metric                                          | 92                                    |
| 27 жовтня 2010                             | Charlottesville                       | США                                   | John Paul Jones Arena                       | Metric                                          | 93                                    |
| 29 жовтня 2010                             | Новий Орлеан                          | США                                   | Voodoo Experience                           | Різні                                           | 94                                    |
| Шостий етап: Австралія II                  |                                       |                                       |                                             |                                                 |                                       |
| 5 грудня 2010                              | Brisbane                              | Австралія                             | Brisbane Entertainment Centre               | Dead Letter Circus                              | 90                                    |
| 6 грудня 2010                              | Brisbane                              | Австралія                             | Brisbane Entertainment Centre               | Dead Letter Circus                              | 95                                    |
| 9 грудня 2010                              | Сідней                                | Австралія                             | Acer Arena                                  | Biffy Clyro                                     | 96                                    |
| 10 грудня 2010                             | Сідней                                | Австралія                             | Acer Arena                                  | Biffy Clyro                                     | 97                                    |
| 14 грудня 2010                             | Мельбурн                              | Австралія                             | Rod Laver Arena                             | Biffy Clyro                                     | 96                                    |
| 15 грудня 2010                             | Мельбурн                              | Австралія                             | Rod Laver Arena                             | Biffy Clyro                                     | 97                                    |
| 19 грудня 2010                             | Перт                                  | Австралія                             | Bassendean Oval                             | Biffy Clyro                                     | 98                                    |
| Сьомий етап: Тур 2011 року                 |                                       |                                       |                                             |                                                 |                                       |
| Східна Європа                              |                                       |                                       |                                             |                                                 |                                       |
| 20 травня 2011                             | Санкт-Петербург                       | Російська Федерація                   | Saint-Petersburg Sports and Concert Complex | We Are Scientists                               |                                       |
| 22 травня 2011                             | Москва                                | Російська Федерація                   | Стадіон «Олімпійський»                      | We Are Scientists                               |                                       |
| 24 травня 2011                             | Київ                                  | Україна                               | Палац спорту України                        | We Are Scientists                               |                                       |
| Фестивалі (Десятиріччя Origin of Symmetry) |                                       |                                       |                                             |                                                 |                                       |
| 30 липня 2011                              | Los Angeles                           | США                                   | Los Angeles Memorial Coliseum (L.A. Rising) | Різні                                           |                                       |
| 3 серпня 2011                              | Noblesville                           | США                                   | Verizon Wireless Music Center               | Cage the Elephant, Middle Class Rut             |                                       |
| 5 серпня 2011                              | Чикаго                                | США                                   | Lollapalooza                                | Різні                                           |                                       |
| 6 серпня 2011                              | Канзас                                | США                                   | Kanrocksas Music Festival                   | Різні                                           |                                       |
| 13 серпня 2011                             | Сан Франциско                         | США                                   | Outside Lands Music and Arts Festival       | Різні                                           |                                       |
| 26 серпня 2011                             | Leeds                                 | Англія                                | Reading and Leeds Festivals                 | Різні                                           |                                       |
| 28 серпня 2011                             | Reading                               | Англія                                | Reading and Leeds Festivals                 | Різні                                           |                                       |

## Касова оцінка даних
| Місто                       | Концертна площадка                                       | Квитків продано / всього    | Валовий прибуток |
| --------------------------- | -------------------------------------------------------- | --------------------------- | ---------------- |
| Antwerpen                   | Sportpaleis                                              | 18,033 / 18,033 (100%)      | $961,067         |
| London                      | The O2                                                   | 38,130 / 38,240 (99%)       | $2,173,260       |
| Rotterdam                   | Ahoy                                                     | 10,940 / 10,940 (100%)      | $622,112         |
| Paris                       | Palais Omnisports Bercy                                  | 16,390 / 16,390 (100%)      | $1,138,500       |
| Barcelona                   | Palau Sant Jordi                                         | 14,896 / 17,960 (83%)       | $769,177         |
| Madrid                      | Palacio de Los Deportes                                  | 15,954 / 15,954 (100%)      | $834,134         |
| Duluth                      | Gwinnett Center                                          | 11,267 / 11,267 (100%)      | $498,890         |
| Fairfax                     | Patriot Center                                           | 7,500 / 7,500 (100%)        | $385,500         |
| Philadeplhia                | Wachovia Center                                          | 15,380 / 16,186 (95%)       | $683,712         |
| Baltimore                   | 1st Mariner Arena                                        | 8,462 / 8,462 (100%)        | $385,887         |
| Boston                      | TD Banknorth Garden                                      | 14,770 / 14,770 (100%)      | $737,795         |
| Toronto                     | Air Canada Centre                                        | 15,537 / 15,537 (100%)      | $730,279         |
| Montreal                    | Bell Centre                                              | 15,818 / 16,477 (96%)       | $821,705         |
| Chicago                     | United Center                                            | 16,284 / 16,284 (100%)      | $812,638         |
| Nashville                   | Bridgestone Arena                                        | 7,721 / 7,721 (100%)        | $339,687         |
| Fort Worth                  | Convention Center                                        | 9,836 / 11,011 (89%)        | $494,607         |
| Edmonton                    | Rexall Place                                             | 8,876 / 11,030 (80%)        | $511,917         |
| Calgary                     | Pengrowth Saddledome                                     | 7,648 / 11,256 (69%)        | $434,316         |
| Seattle                     | KeyArena                                                 | 13,873 / 13,964 (99%)       | $573,693         |
| Portland                    | Rose Garden                                              | 9,167 / 10,343 (89%)        | $430,274         |
| West Valley City            | E Center                                                 | 10,072 / 10,072 (100%)      | $336,852         |
| Phoenix                     | US Airways Center                                        | 9,877 / 9,877 (100%)        | $457,765         |
| Paradise                    | Mandalay Bay Events Center                               | 11,154 / 11,154 (100%)      | $519,928         |
| Oakland                     | Oracle Arena                                             | 15,805 / 15,805 (100%)      | $678,912         |
| Los Angeles                 | Staples Center                                           | 32,031 / 32,264 (99%)       | $1,691,980       |
| Rio Rancho                  | Santa Ana Star Center                                    | 4,915 / 7,500 (65%)         | $229,415         |
| Minneapolis                 | Target Center                                            | 7,794 / 8,254 (94%)         | $359,642         |
| Milwaukee                   | Bradley Center                                           | 5,838 / 8,000 (73%)         | $282,270         |
| Columbus                    | Schottenstein Center                                     | 7,833 / 10,000 (78%)        | $354,290         |
| Quebec City                 | Colisée Pepsi                                            | 13,467 / 13,467 (100%)      | $709,157         |
| Newark                      | Prudential Center                                        | 12,505 / 13,847 (90%)       | $643,970         |
| Brisbane                    | Brisbane Entertainment Centre                            | 18,810 / 27,370 (69%)       | $2,306,030       |
| Sydney                      | Acer Arena                                               | 29,845 / 29,845 (100%)      | $3,391,810       |
| Glastonbury Festival        | Glastonbury                                              | 135,000                     | $7,194,812       |
| Old Trafford Cricket Ground |                                                          | 60,000                      | $3,180,000       |
| The Den                     | Theimought                                               | 30,000 (2 концерти)         | $1,590,000       |
| Stadio San Siro             | Milan                                                    | 62,000                      | $3,286,000       |
| Rock Im Park                |                                                          | 60,500                      | $3206500         |
| Rock am Ring                |                                                          | 86,500                      | $4,584,500       |
| Estadio Vincente Calderón   | Madrid                                                   | 54,851                      | $2,907,103       |
| Foro Sol                    | Mexico City                                              | 55,000                      | $2,915,000       |
| Rockslide Festival          |                                                          | 90,000                      | $4,770,000       |
| Rock Werchter               |                                                          | 80,000                      | $4,240,000       |
| Wembley Stadium             | London                                                   | 180,000 (2 концерти)        | $9,540,000       |
| Olimpic Stadium             | Moscow                                                   | 36,000                      | $1,908,000       |
| Stade de Suisse             |                                                          | 40,000                      | $2,120,000       |
| Pepsi Center                |                                                          | 20,000                      |                  |
| Stade de France             | Paris                                                    | 161,338                     | $8,550,914       |
| Goffert Park                |                                                          | 60000                       | $3,180,000       |
| Reading Festival            |                                                          | 87000                       | $4,611,000       |
| Big Day Out                 | Auckland, Adelaide, Sidney, Perth, Gold Coast, Melbourne | 309,000                     | $16,377,000      |
| Rock In Rio                 | Lisbon                                                   | 83000                       | $4,339,000       |
| US Bank Arena               |                                                          | 17500                       |                  |
| Petersburg sport complex    | Petersburg                                               | 25000                       |                  |
| Viejos Arena                | San Diego                                                | 11500                       |                  |
| bassendel oval              | Perth                                                    | 16000                       |                  |
| Fuji Rock Festival          |                                                          | 50000                       |                  |
| ВСЬОГО                      | ВСЬОГО                                                   | 1,947,608 / 1,977,969 (94%) | $100,808,000"    |

## Персонал
- Метью Белламі – вокал, гітара, піано, кітара на «Undisclosed Desires»
- Кріс Волстенголм — бас, бек-вокал, гармоніка
- Домінік Говард — барабани, бек-вокал на «Supermassive Black Hole»
- Морган Нікольз — клавішні, синтезатори, бек-вокал, перкусія, гітара на «United States of Eurasia».